# Giovani Luiz Neitzke
Giovani Luiz Neitzke (nacido el 28 de febrero de 1989) es un futbolista brasileño que se desempeña como guardameta.
En 2007, Giovani se unió al Grêmio. Después de eso, jugó en el Cerezo Osaka, Lajeadense, Sergipe, Cruzeiro y Pelotas.

## Trayectoria

### Clubes
| Club         | País   | Año         |
| ------------ | ------ | ----------- |
| Grêmio       | Brasil | 2007        |
| Cerezo Osaka | Japón  | 2007        |
| Lajeadense   | Brasil | 2016        |
| Sergipe      | Brasil | 2016        |
| Cruzeiro     | Brasil | 2016 - 2017 |
| Pelotas      | Brasil | 2017 -      |